# Storm Over the Nile
Storm Over the Nile is een Britse avonturenfilm uit 1955 onder regie van Zoltan Korda en Terence Young. Destijds werd de film in Nederland uitgebracht onder de titel Storm over de Nijl.

## Verhaal
Aan de vooravond van een strafexpeditie in Soedan dient luitenant Harry zijn ontslag in. Zijn vrienden vinden hem een lafbek. Harry levert het bewijs van het tegendeel door hun het leven te redden.

## Rolverdeling
| Acteur                  | Personage                |
| ----------------------- | ------------------------ |
| Anthony Steel           | Harry Faversham          |
| Laurence Harvey         | John Durrance            |
| James Robertson Justice | Generaal Burroughs       |
| Mary Ure                | Peter Burroughs          |
| Ronald Lewis            | Mary Burroughs           |
| Ian Carmichael          | Willoughby               |
| Jack Lambert            | Kolonel                  |
| Raymond Francis         | Assistent van de kolonel |
| Geoffrey Keen           | Dr. Sutton               |
| Michael Hordern         | Generaal Faversham       |
| Ferdy Mayne             | Dr. Harraz               |
| Christopher Lee         | Karaga Pasha             |
| John Wynn               | Sergeant                 |
| Avis Scott              | Vrouw van de sergeant    |
| Roger Delgado           | Inheemse spion           |